# Rathaus (Lutherstadt Wittenberg)

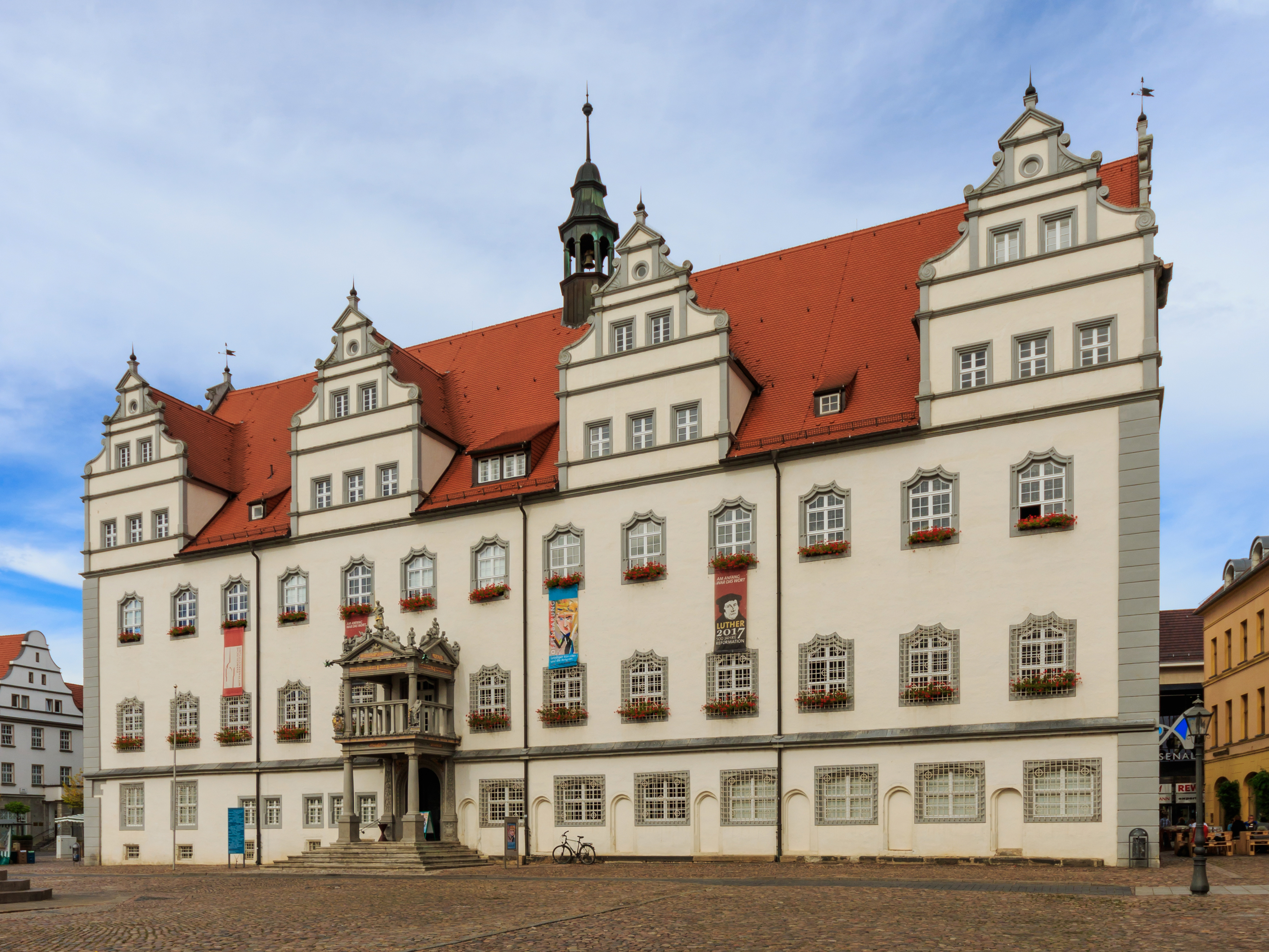
Rathaus

Das Alte Rathaus der Lutherstadt Wittenberg befindet sich im Zentrum der Altstadt am Marktplatz. Es zählt zu den bedeutenden Bauwerken der Sächsischen Renaissance und war vom 16. Jahrhundert bis zum Jahr 2000 Sitz der Wittenberger Stadtverwaltung.

## Geschichte
Mit dem Aufblühen der Stadt Wittenberg zur Reformationszeit nahm auch deren Bevölkerung zu. Daher reichte das alte ursprüngliche Rathaus für die nun gegebenen Anforderungen nicht mehr aus, so dass ab 1521 unter der Leitung von Bastian Krüger mit den Vorbereitungen und ab 1523 mit dem stufenweisen Aufbau des Rathauses begonnen wurde. Der Bau wurde 1541 abgeschlossen.
Die deutlich gegliederte Fassade des Rathauses weist die Merkmale dreier Stilepochen auf. Während vor allem die Vorhangbogenfenster der ersten beiden Geschosse noch spätgotisch geprägt sind, künden Zwerchgiebel und Gesimsleisten von der eigentlichen Entstehungszeit, der Renaissance. 1573 machten Mangelerscheinungen am Gebäude einen Umbau nötig. Dabei wurde das heutige Eingangsportal mit seinem üppigen Dekor und der Glockenturm mit der Sünderglocke hinzugefügt. 
Ab diesem Zeitpunkt erfolgten von hier aus die Rechtssprüche, die nach den Vorschriften der hohen Gerichtsbarkeit von 1441 unter freiem Himmel verkündet wurden und unter den Insignien der Gerichtsbarkeit stattfanden. Vermutlich diente vorher die Ritterfigur an der Stadtkirche als Roland der gleichen Funktion. Vor dem Rathausportal fanden Hinrichtungen statt. Zeugnisse einer abgeschlagenen Hand der Kindesmörderin Susanne Zimmermann befinden sich in der Ausstellung im Museum der städtischen Sammlungen im Zeughaus. Noch heute sind Reste des Schafotts vor dem Rathaus im Marktplatzpflaster sichtbar. Nach der Vollstreckung eines Urteils wurde dann die Sünderglocke geläutet, die weithin dieses Ereignis verkündete. Zuvor hatte vermutlich die Südturmglocke (1422) der Stadtkirche diese Funktion erfüllt. Letztmals läutete diese am 9. Mai 1834, als der Fleischergeselle Ernst Wollkopf wegen Mordes vor den Toren der Stadt gerädert wurde.
Neben kommunalen diente das Rathaus auch kommerziellen Zwecken. Am westlichen Ende des Kellergeschosses befand sich der Ratskeller, östlich davon bestanden zwei Gefängnisse. Das westliche Erdgeschoss war die Wohnung des Kellerwirts. Im Norden waren die Spritzenkammer, die Mehlwaage, weitere Gefängnisse, die Marktmeisterwohnung und die Ratswaage untergebracht. In der Gebäudemitte lag der tonnengewölbte „Caspar“, ein Gefängnis mit Folterkammer, östlich davon war die Salz-Schank-Stube eingerichtet. Das erste Obergeschoss diente vornehmlich der Repräsentation. Ratsarchiv und Ratssitzungsstube befanden sich im Westen, den östlichen Teil dieses Geschosses füllte der große Bürgersaal, in dem Tuchmacher und Schuster ihre Waren feilboten. Im großen Saal des zweiten Geschosses hielten die Kürschner feil. Sie waren dem Fiskus am nächsten, denn neben ihnen fanden sich die Steuerstube, die Akzisestube und die Stadtschreiberei. Auf dem Dachboden lagerte Getreide aus den Steuerabgaben der Ratsdörfer.
Nachdem das Rathaus 1760 als Lazarett gedient hatte, musste es wieder instand gesetzt werden, was acht Jahre darauf erfolgte. Von 1926 bis 1928 wurde der gesamte Gebäudekern neu ausgebaut. So konnte mit Hilfe der Denkmalpflege der originale Eindruck aus dem 16. Jahrhundert erhalten bleiben.
Nach dem Umzug der Stadtverwaltung in das Neue Rathaus (ehemalige Tauentzien-Kaserne) im Jahr 2000 wurde das Alte Rathaus im Jahr 2003 saniert. Heute (Stand 2018) beherbergt das Alte Rathaus den großen Sitzungssaal des Stadtrates, das historische Bürgermeisterzimmer, das Trauzimmer sowie mehrere gemeinnützige Vereine. Dazu kommen zwei Säle für Sonderausstellungen zu wechselnden Themen. Nach dem Auszug der Sammlung christlicher Kunst stehen zwei Säle für Sonderausstellungen zu unterschiedlichen Themen zur Verfügung.